# یودایاگیری، کرالا
یودایاگیری، کرالا (به انگلیسی: Udayagiri, Kerala) یک روستا در هند است که در Kannur district واقع شده‌است.